# Save-on-Foods Memorial Centre
Le Save-on-Foods Memorial Centre (SOFMC) est une salle polyvalente de Victoria dans la province de la Colombie-Britannique au Canada.

## Historique
Elle ouvre en mai 2005. Elle a accueilli les Salmon Kings de Victoria de l'ECHL de 2005 à 2011, et les Royals de Victoria de 2011-présent. 

## Événements
- Skate Canada 2006